# Carlos Alberto Sánchez
Carlos Alberto Sánchez Moreno (Quibdó, Chocó, 6 de febrero de 1986) es un exfutbolista y director deportivo colombiano que jugaba como centrocampista. Actualmente es mánager de San Lorenzo de la Primera División de Argentina. Fue internacional absoluto con la selección de fútbol de Colombia.

## Trayectoria

### Danubio
Carlos comenzó su carrera profesional en el Danubio en 2003 donde firmó su primer contrato profesional y fue compañero de Edinson Cavani. No obstante, durante dos años no participó en ningún encuentro por el club.

### River Plate Montevideo
En verano de 2005 recibió una propuesta del River Plate de Montevideo y fue contratado por este club enseguida. Durante dos años, hasta el año 2007, tomó parte en aproximadamente 40 juegos por el "Darsenero".

### Valenciennes

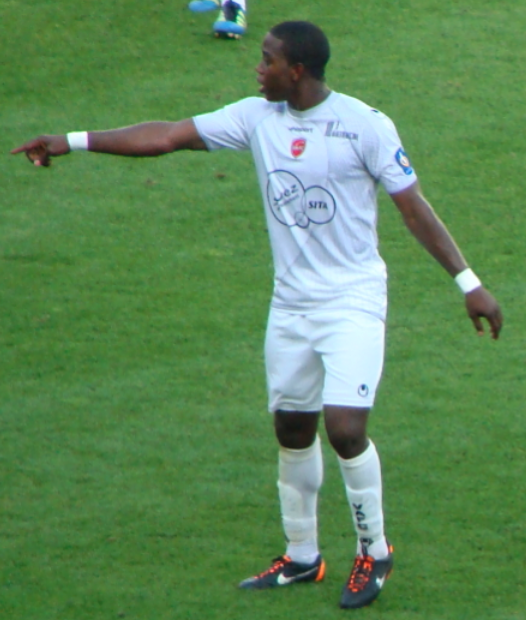
Carlos Sánchez jugando con Valenciennes en 2011.

En 2007 el Valenciennes F. C. mostró interés en el centrocampista colombiano y lo invitó a incorporarse. Carlos Sánchez se hizo oficialmente miembro del equipo, siendo su jugador clave hasta 2012. En 2010 sufrió una gravísima lesión durante un entrenamiento. Fue una rotura de ligamento cruzado en la rodilla izquierda, que lo dejó fuera de juego por casi un año. A pesar de esto, apareció en 148 partidos con ocho goles por el club en esos cinco años. 
En 2012 quedaría libre y lo firmaria el Rangers de Talca de la Primera División de Chile con intención de venderlo a Europa. Inmediatamente volvería a Valenciennes en un préstamo de un año. Este hecho lo vería involucrado en un caso de triangulaciones, cosa donde se demostraría que el jugador fue víctima.

### Elche
En 2013 fichó por el club español Elche C. F. en el cual militó hasta 2014. En su primera temporada se convirtió en un pilar clave del conjunto ilicitano, logrando grandes actuaciones como mediocentro de contención.[cita requerida]

### Aston Villa
En agosto de 2014 fichó por 1 temporadas por el Aston Villa F. C. de la Premier League tras semanas de negociaciones con el Elche por una suma que se informó en torno a 4,7 millones de euros.
Su primera aparición llegó ocho días después, cuando reemplazó a Charles N'Zogbia como sustituto a los 62 minutos en un empate sin goles con el Newcastle United en el Villa Park. Hizo su primera titularidad con el club en la derrota en casa 0-3 frente el Arsenal F. C. el 20 de septiembre. El 11 de abril de 2015, fue expulsado por dos tarjetas amarillas en un partido que el equipo ganaría por 1-0 al Tottenham Hotspur F. C. en White Hart Lane; esta sanción le impidió estar en el partido contra el Liverpool F. C. en la FA Cup 2014-15 ocho días después.
El 25 de abril marcaría su primer gol en la Premier League frente al Manchester City F. C. al minuto 85 para el 2-2 pero luego su equipo perdería 3-2.

### Fiorentina
El 9 de agosto de 2016 fue oficializada su cesión por dos temporadas por el Aston Villa F. C. a la A. C. F. Fiorentina de Italia. Debutaría el 20 de agosto en la derrota 2 a 1 frente a la Juventus de Turín jugando los 25 minutos finales. Su primer gol con el club lo haría el 28 de agosto por la segunda fecha dándole la victoria a su equipo por la mínima frente al A. C. Chievo Verona aunque saldría lesionado a los 59 minutos.
Su primer gol de la temporada 2017-18 lo marca el 21 de enero anotando el descuento de la derrota 3-1 en casa de la U. C. Sampdoria.

### Espanyol
El 31 de enero es confirmado como nuevo refuerzo del R. C. D. Espanyol de la Primera División de España cedido por seis meses sin opción de compra. Su debut se produjo el 4 de febrero en el empate a un gol frente al F. C. Barcelona jugando los últimos cinco minutos.

### West Ham United
El 9 de agosto de 2018 fue confirmado como nuevo integrante del West Ham United de la Premier League procedente del Fiorentina de Italia. El 18 de agosto hace su debut en la derrota 1-2 frente al AFC Bournemouth ingresando en el segundo tiempo. El 4 de mayo de 2019 por la penúltima fecha de la Premier vuelve a jugar tras más de seis fuera de las canchas, ingresando en el segundo tiempo en la victoria 3 por 0 sobre el Southampton F. C.

### Watford F.C.
El 4 de marzo de 2021 se confirmó su llegada al Watford F. C. de la EFL Championship de Inglaterra llegando como agente libre. Debutó el 6 de marzo en la victoria por la mínima sobre el Nottingham Forest F. C. ingresando en el segundo tiempo. Quedó libre al finalizar la temporada.

### Santa Fe
En septiembre de 2021 se hizo oficial su llegada a Independiente Santa Fe, siendo esta su primera experiencia en el fútbol de su país.

### San Lorenzo de Almagro
El 17 de enero de 2023 se confirma su llegada al club argentino. Su último partido fue en mayo de 2024.

### Barracas Central
El 1 de octubre de 2024 llega Barracas Central. En diciembre del mismo año jugaría su último partido como futbolista profesional ante Lanús para luego retirarse a los 38 años.

## Trayectoria como mánager

### San Lorenzo
En enero de 2025, tras poner fin a su carrera como futbolista, es presentado como mánager del Club Atlético San Lorenzo de Almagro de la Liga Profesional de Fútbol Argentino.

## Selección nacional

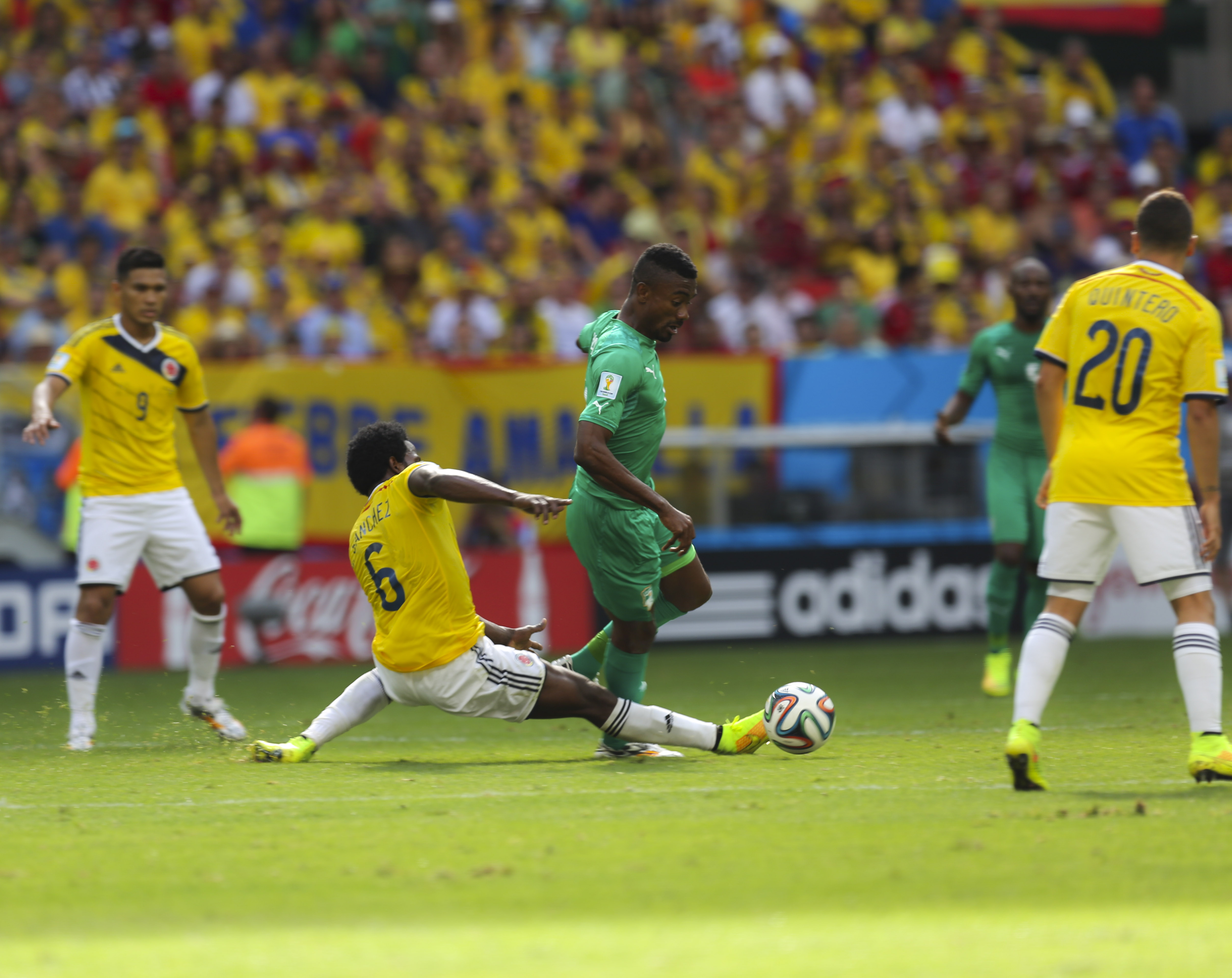
Carlos Sánchez jugando con disputando un balón en la Copa Mundial de Fútbol de 2014.

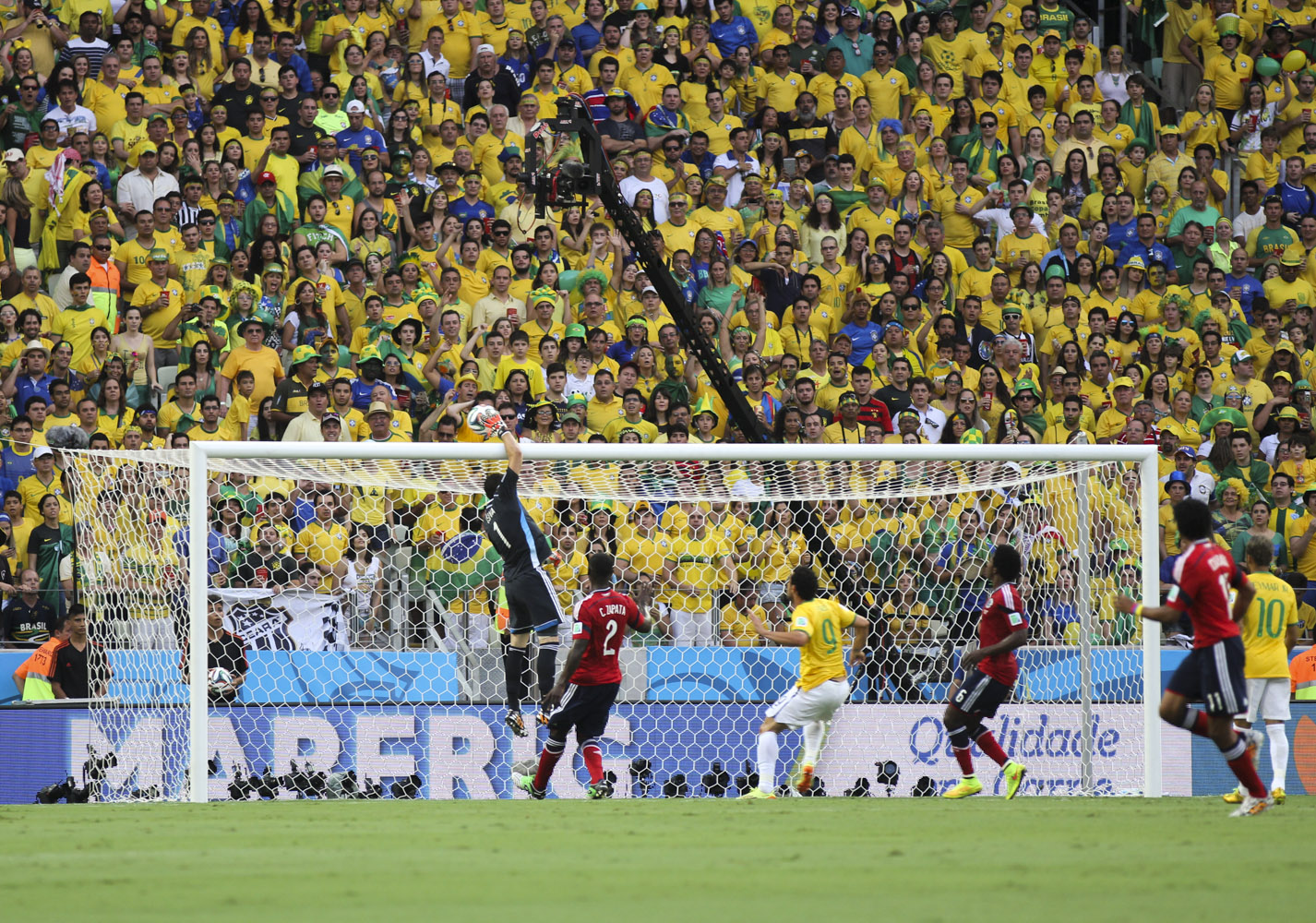
Carlos Sánchez (mitad de los 3 de rojo) en el partido de cuartos de final de la Copa Mundial de Fútbol de 2014.

Fue internacional en 88 ocasiones con la selección de Colombia.
Fue el jugador de mayor trascendencia en el partido Colombia vs Argentina en la Copa América 2011 ya que se encargó de marcar a Lionel Messi, siendo un total éxito por lo cual fue apodado "el anti Messi".
Desde que se trasladó a Europa en el año 2007, Sánchez es constantemente convocado a la selección colombiana, el técnico José Pékerman lo tuvo muy en cuenta en las eliminatorias para la Copa Mundial de Fútbol de 2014, en la cual jugó 12 partidos en la formación titular. El 13 de mayo de 2014 fue convocado entre los de 30 jugadores en la lista preliminar con miras a la Copa Mundial de Fútbol de 2014. Finalmente, fue incluido en la nómina definitiva de 23 jugadores el 2 de junio.
El 11 de mayo de 2015 fue seleccionado por José Pekerman en los 30 preconvocados para disputar la Copa América 2015. Fue seleccionado en la nómina definitiva de 23 jugadores el 30 de mayo. En el segundo partido ante Brasil, tuvo una actuación destacada en el triunfo de Colombia, siendo nombrado jugador del partido, parecido al gran partido que tuvo contra Argentina en la Copa América 2011.
El 14 de mayo de 2018 fue incluido por el entrenador José Pekerman en la lista preliminar de 35 jugadores para disputar la Copa Mundial de Fútbol de 2018. Finalmente es seleccionado en la lista final de 23 jugadores, sin embargo, fue expulsado con roja directa en el primer partido de la selección al evitar un gol de Japón usando su mano. Jugaría tres partidos en Rusia 2018 donde caerían eliminados en octavos de final por penales frente a Inglaterra. 

### Participaciones enEliminatorias al Mundial
| Eliminatoria                            | Sede                   | Sede del Mundial       | Posición               | Resultado   | PJ | GA | Asis |
| --------------------------------------- | ---------------------- | ---------------------- | ---------------------- | ----------- | -- | -- | ---- |
| Eliminatorias Mundial de Sudáfrica 2010 | América del Sur        | Sudáfrica              | 7°lugar 23pts          | Eliminado   | 8  | 0  | 0    |
| Eliminatorias Mundial de Brasil 2014    | América del Sur        | Brasil                 | 2°lugar 30pts          | Clasificado | 12 | 0  | 0    |
| Eliminatorias Mundial de Rusia 2018     | América del Sur        | Rusia                  | 4°lugar 27pts          | Clasificado | 15 | 0  | 0    |
| Total en Eliminatorias                  | Total en Eliminatorias | Total en Eliminatorias | Total en Eliminatorias | 2/3         | 35 | 0  | 0    |

### Participaciones enCopas del Mundo
| Mundial                  | Sede                     | Resultado                | PJ | GA | Asis |
| ------------------------ | ------------------------ | ------------------------ | -- | -- | ---- |
| Mundial de Brasil 2014   | Brasil                   | Cuartos de final         | 4  | 0  | 0    |
| Mundial de Rusia 2018    | Rusia                    | Octavos de final         | 3  | 0  | 0    |
| Total en Copas del Mundo | Total en Copas del Mundo | Total en Copas del Mundo | 7  | 0  | 0    |

### Participaciones enCopas América
| Copa América            | Sede                   | Resultado              | PJ | GA | Asis |
| ----------------------- | ---------------------- | ---------------------- | -- | -- | ---- |
| Copa América 2011       | Argentina              | Cuartos de final       | 3  | 0  | 0    |
| Copa América 2015       | Chile                  | Cuartos de final       | 3  | 0  | 0    |
| Copa América Centenario | Estados Unidos         | Tercer lugar           | 4  | 0  | 0    |
| Total en Copas América  | Total en Copas América | Total en Copas América | 10 | 0  | 0    |

## Estadísticas
| Club                              | Div.                | Temporada           | Liga  | Liga  | Copas nacionales | Copas nacionales | Copas internacionales | Copas internacionales | Total | Total |
| Club                              | Div.                | Temporada           | Part. | Goles | Part.            | Goles            | Part.                 | Goles                 | Part. | Goles |
| --------------------------------- | ------------------- | ------------------- | ----- | ----- | ---------------- | ---------------- | --------------------- | --------------------- | ----- | ----- |
| Danubio F. C. · Uruguay           | 1.ª                 | 2003                | 0     | 0     | 0                | 0                | 0                     | 0                     | 0     | 0     |
| Danubio F. C. · Uruguay           | 1.ª                 | 2004                | 0     | 0     | 0                | 0                | 0                     | 0                     | 0     | 0     |
| Danubio F. C. · Uruguay           | Total               | Total               | 0     | 0     | 0                | 0                | 0                     | 0                     | 0     | 0     |
| River Plate Mdo. · Uruguay        | 1.ª                 | 2005-06             | 14    | 1     | 0                | 0                | 0                     | 0                     | 14    | 1     |
| River Plate Mdo. · Uruguay        | 1.ª                 | 2006-07             | 26    | 1     | 0                | 0                | -                     | -                     | 26    | 1     |
| River Plate Mdo. · Uruguay        | Total               | Total               | 40    | 2     | 0                | 0                | 0                     | 0                     | 40    | 2     |
| Valenciennes F. C. Francia        | 1.ª                 | 2007-08             | 34    | 0     | 0                | 0                | -                     | -                     | 34    | 0     |
| Valenciennes F. C. Francia        | 1.ª                 | 2008-09             | 37    | 1     | 0                | 0                | -                     | -                     | 37    | 1     |
| Valenciennes F. C. Francia        | 1.ª                 | 2009-10             | 28    | 5     | 1                | 0                | -                     | -                     | 29    | 5     |
| Valenciennes F. C. Francia        | 1.ª                 | 2010-11             | 28    | 2     | 3                | 0                | -                     | -                     | 31    | 2     |
| Valenciennes F. C. Francia        | 1.ª                 | 2011-12             | 21    | 0     | 2                | 0                | -                     | -                     | 23    | 0     |
| Valenciennes F. C. Francia        | 1.ª                 | 2012-13             | 30    | 2     | 1                | 0                | -                     | -                     | 31    | 2     |
| Valenciennes F. C. Francia        | Total               | Total               | 178   | 10    | 7                | 0                | 0                     | 0                     | 185   | 10    |
| Elche C. F. · España              | 1.ª                 | 2013-14             | 30    | 0     | 1                | 0                | -                     | -                     | 31    | 0     |
| Elche C. F. · España              | Total               | Total               | 30    | 0     | 1                | 0                | 0                     | 0                     | 31    | 0     |
| Aston Villa F. C. Inglaterra      | 1.ª                 | 2014-15             | 28    | 1     | 5                | 0                | -                     | -                     | 33    | 1     |
| Aston Villa F. C. Inglaterra      | 1.ª                 | 2015-16             | 20    | 0     | 3                | 0                | -                     | -                     | 23    | 0     |
| Aston Villa F. C. Inglaterra      | Total               | Total               | 48    | 1     | 8                | 0                | 0                     | 0                     | 56    | 1     |
| A. C. F. Fiorentina · Italia      | 1.ª                 | 2016-17             | 31    | 1     | 2                | 0                | 8                     | 0                     | 41    | 1     |
| A. C. F. Fiorentina · Italia      | 1.ª                 | 2017-18             | 9     | 1     | 2                | 0                | -                     | -                     | 11    | 1     |
| A. C. F. Fiorentina · Italia      | Total               | Total               | 40    | 2     | 4                | 0                | 8                     | 0                     | 52    | 2     |
| R. C. D. Espanyol · España        | 1.ª                 | 2017-18             | 14    | 0     | 0                | 0                | -                     | -                     | 14    | 0     |
| R. C. D. Espanyol · España        | Total               | Total               | 14    | 0     | 0                | 0                | 0                     | 0                     | 14    | 0     |
| West Ham United F. C. Inglaterra  | 1.ª                 | 2018-19             | 7     | 0     | 1                | 0                | -                     | -                     | 8     | 0     |
| West Ham United F. C. Inglaterra  | 1.ª                 | 2019-20             | 6     | 0     | 4                | 0                | 0                     | 0                     | 10    | 0     |
| West Ham United F. C. Inglaterra  | Total               | Total               | 13    | 0     | 5                | 0                | 0                     | 0                     | 18    | 0     |
| Watford F. C. Inglaterra          | 2.ª                 | 2020-21             | 9     | 0     | 0                | 0                | -                     | -                     | 9     | 0     |
| Watford F. C. Inglaterra          | Total               | Total               | 9     | 0     | 0                | 0                | 0                     | 0                     | 9     | 0     |
| Independiente Santa Fe · Colombia | 1.ª                 | 2021                | 9     | 1     | 2                | 0                | -                     | -                     | 11    | 1     |
| Independiente Santa Fe · Colombia | 1.ª                 | 2022                | 42    | 2     | 1                | 0                | -                     | -                     | 43    | 2     |
| Independiente Santa Fe · Colombia | Total               | Total               | 51    | 3     | 3                | 0                | 0                     | 0                     | 54    | 3     |
| San Lorenzo Argentina             | 1.ª                 | 2023                | 36    | 0     | 4                | 0                | 4                     | 0                     | 44    | 0     |
| San Lorenzo Argentina             | 1.ª                 | 2024                | 5     | 0     | 0                | 0                | 1                     | 0                     | 6     | 0     |
| San Lorenzo Argentina             | Total               | Total               | 41    | 0     | 4                | 0                | 5                     | 0                     | 50    | 0     |
| Barracas Central Argentina        | 1.ª                 | 2024                | 11    | 0     | 0                | 0                | 0                     | 0                     | 11    | 0     |
| Barracas Central Argentina        | Total               | Total               | 11    | 0     | 0                | 0                | 0                     | 0                     | 11    | 0     |
| Total en su carrera               | Total en su carrera | Total en su carrera | 475   | 18    | 32               | 0                | 13                    | 0                     | 520   | 18    |

## Palmarés

### Torneos nacionales
| Título                | Club                   | País     | Año  |
| --------------------- | ---------------------- | -------- | ---- |
| Superliga de Colombia | Independiente Santa Fe | Colombia | 2021 |

### Distinciones individuales
| Distinción                                                                      | Año  |
| ------------------------------------------------------------------------------- | ---- |
| Mejor jugador del partido contra la selección de Brasil en la Copa América 2015 | 2015 |
| Incluido en el Equipo Ideal de la segunda fecha de la Copa América 2015         | 2015 |
| Incluido en el 11 Ideal de la primera fase de la Copa América 2015              | 2015 |